# Balthasar Neumann
Johann Balthasar Neumann (ur. przed 30 stycznia 1687 (data chrztu) w Chebie, zm. 19 sierpnia 1753 w Würzburgu) – niemiecki budowniczy i inżynier wojskowy, jeden z głównych architektów baroku i rokoko w Niemczech. 
Najsłynniejsze dzieła: rezydencja w Würzburgu, pałace w Bruchsal i Werneck, kościół pielgrzymkowy Czternastu Świętych Wspomożycieli koło Bad Staffelstein, kościoły w Neresheim i w Schöntal. 

## Życiorys
Johann Balthasar Neumann pochodził z rodziny sukienników. W 1700 rozpoczął naukę odlewnictwa u swojego ojca chrzestnego, Balthasara Platzera, w Chebie. Na początku XVIII w. przeszedł do pracowni Sebalda Kocha w Würzburgu, gdzie otrzymał świadectwo ukończenia terminu jako rusznikarz. 
W 1712 wstąpił jako szeregowiec do würzburskiej artylerii, co otworzyło mu drogę do studiów inżynieryjnych. Neumann wyspecjalizował się w sztuce budowy fortyfikacji. 
Od 1714 był w służbie würzburskiej kapituły katedralnej. W latach 1717–1718 przebywał z wojskami würzburskimi w Austrii i na Węgrzech, gdzie prawdopodobnie brał udział w budowaniu umocnień Belgradu. W Wiedniu zapoznał się z barokowymi dziełami Johanna Bernharda Fischera von Erlacha oraz Johanna Lucasa von Hildebrandta. Podróż do Mediolanu umożliwiła mu zapoznanie się z pracami Guarino Guarinis, co prawdopodobnie miało wpływ na jego późniejszy sposób wykorzystania przestrzeni. Neumann pracował pod kierunkiem budowniczych Andreasa Müllera oraz Josepha Gresinga. 

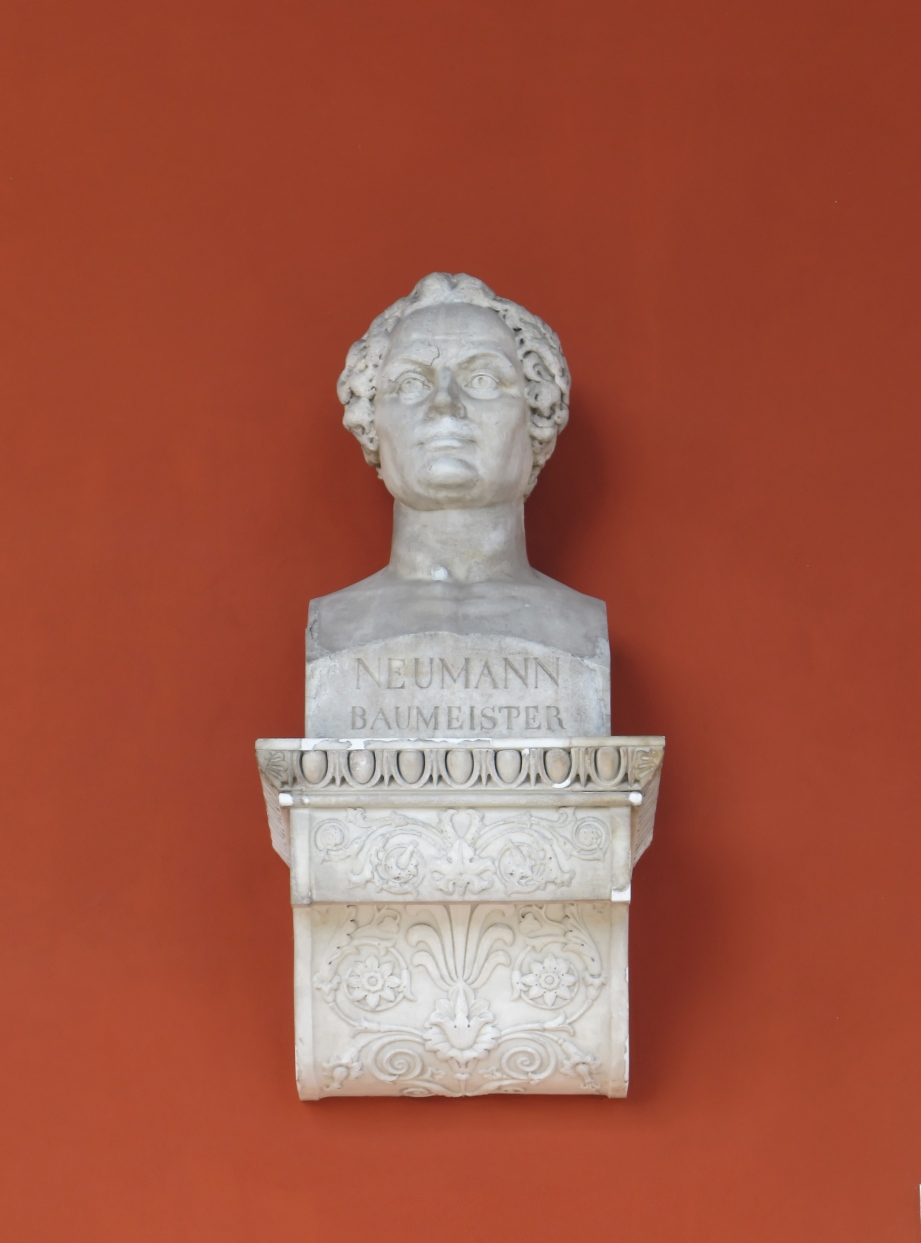
Rzeźba przedstawiająca Balthasara Neumanna w Ruhmeshalle München

W 1719 książę biskup Johann Philipp Franz von Schönborn powołał młodego Neumanna na głównego budowniczego rezydencji w Würzburgu. Powołanie to Neumann zawdzięczał w dużej mierze księciu Moguncji Lotharowi Franzowi von Schönbornowi, który już w 1715 zwrócił uwagę na talent młodego architekta.
W czasie prac nad rezydencją Neumann współpracował z doświadczonymi architektami Maximilianem von Welschem, braćmi von Erthal oraz Ritterem von Gronesteyn, którzy zapoznali go z francuskimi pracami wczesnego klasycyzmu.
W związku z budową rezydencji Neumann udał się na studia do Paryża. Podróż wiodła przez Mannheim, Bruchsal, Strasburg i Nancy. We Francji Neumann nawiązał kontakt z Robertem de Cotte, pierwszym budowniczym króla francuskiego. Z Germainem Boffrandem, innym wielkim architektem Paryża, Neumann rozwinął swoje pomysły na budowę ogromnych klatek schodowych.
W 1724 Neumann awansował na stopień majora. Poprzez małżeństwo z Marią Ewą Engelbertą Schild, córką tajnego radcy Franza Ignaza Schilda, zdobył dostęp do wpływowych osobistości miasta i biskupstwa.
W 1729 został podpułkownikiem oraz zastąpił Maximiliana von Welscha na stanowisku głównego budowniczego w Bambergu, drugim biskupstwie nowego würzburskiego księcia biskupa Friedricha Karla von Schönborn.
W 1731 otrzymał specjalnie dla niego przygotowaną katedrę budownictwa cywilnego i militarnego na uniwersytecie w Würzuburgu. W 1741 został pułkownikiem, osiągając tym samym najwyższy stopień wojskowy możliwy dla niego do osiągnięcia.
Wskutek polityki Schönbornów, obsadzających wszystkie okoliczne biskupstwa członkami rodziny Schönbornów, wpływy Neumanna sięgnęły Spiry, Konstancji i Trewiru. Nawet koloński książę arcybiskup Klemens August Wittelsbach (1700–1761) zlecał mu prace.
Od 1723 Neumann był członkiem biskupiej komisji budowlanej, której przewodniczył od 1725. Jako główny budowniczy katedry osiągnął znaczącą pozycję w zakresie architektury i budownictwa w Würzburgu. Jego pozycją nie zachwiała nawet krótka utrata urzędu głównego budowniczego na rzecz Anselma Franza von Ingelheima.
Ponadto Neumann odnosił sukcesy jako niezależny przedsiębiorca. Był właścicielem huty szkła w Schleichach (obecnie Fabrikschleichach, gmina Rauhenebrach) oraz szlifierni szkła w Würzburgu. Produkował nie tylko na potrzeby własnych projektów, ale też i na eksport.
Pod koniec życia, na zlecenie cesarza Franciszka I Lotaryńskiego Neumann naszkicował plany nowej klatki schodowej dla wiedeńskiego Hofburga. Uważa się, że jest to jedna z najwspanialszych barokowych klatek schodowych na świecie, podobnie jak projekty dla rezydencji w Stuttgarcie (1747–1749), Karlsruhe (1750–1751) czy Schwetzingen (1752).
Neumann zmarł w Würzburgu jako pułkownik artylerii i główny budowniczy biskupów würzburskich.

## Wybrane dzieła

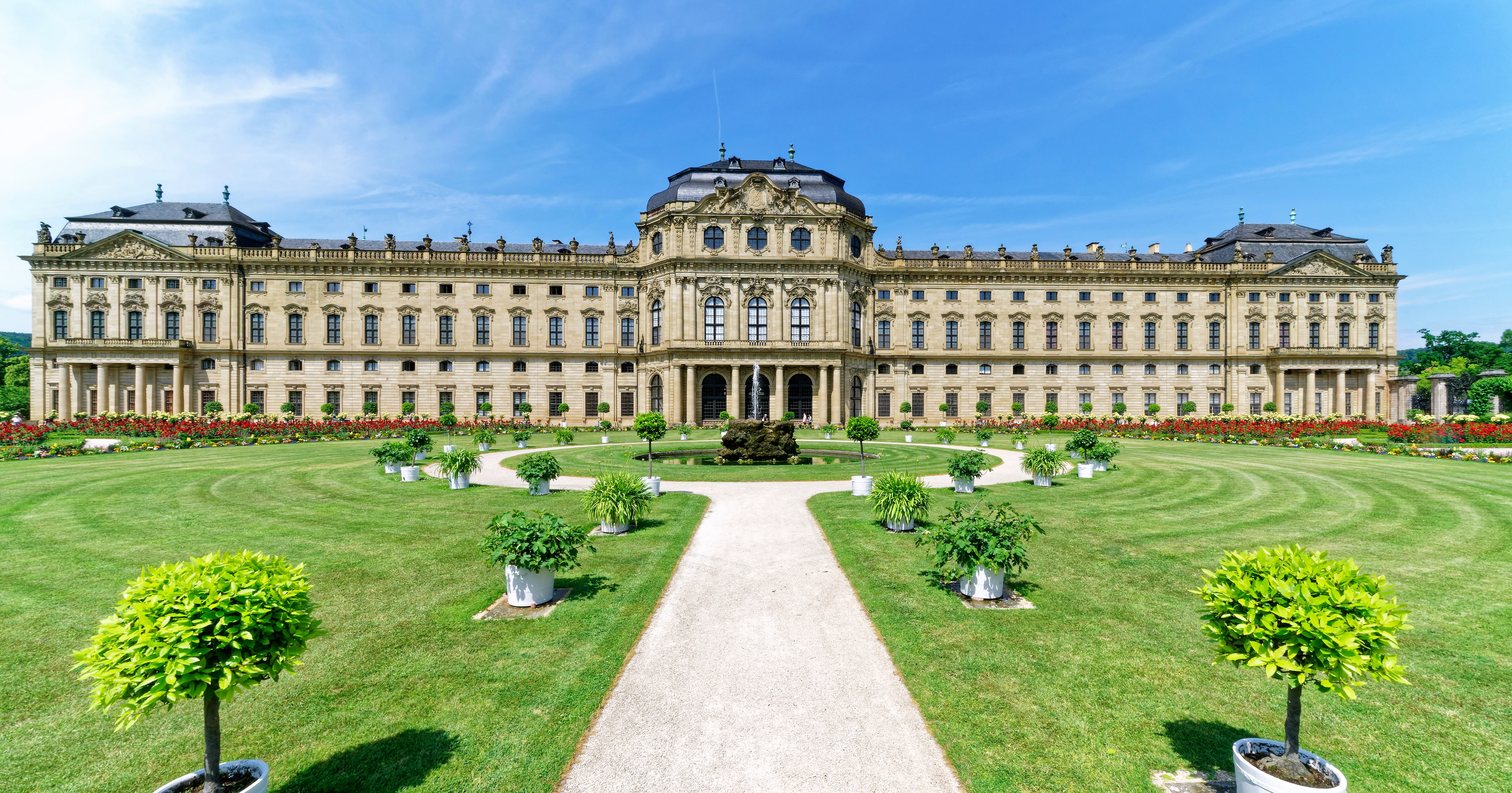
B. Neumann: rezydencja w Würzburgu

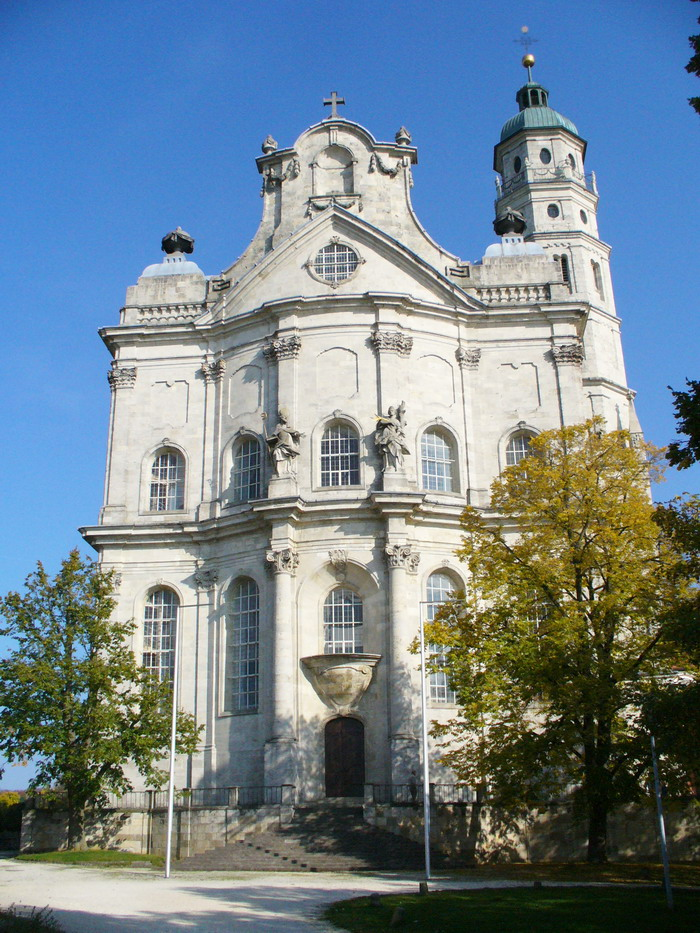
B. Neumann: kościół opactwa w Neresheim

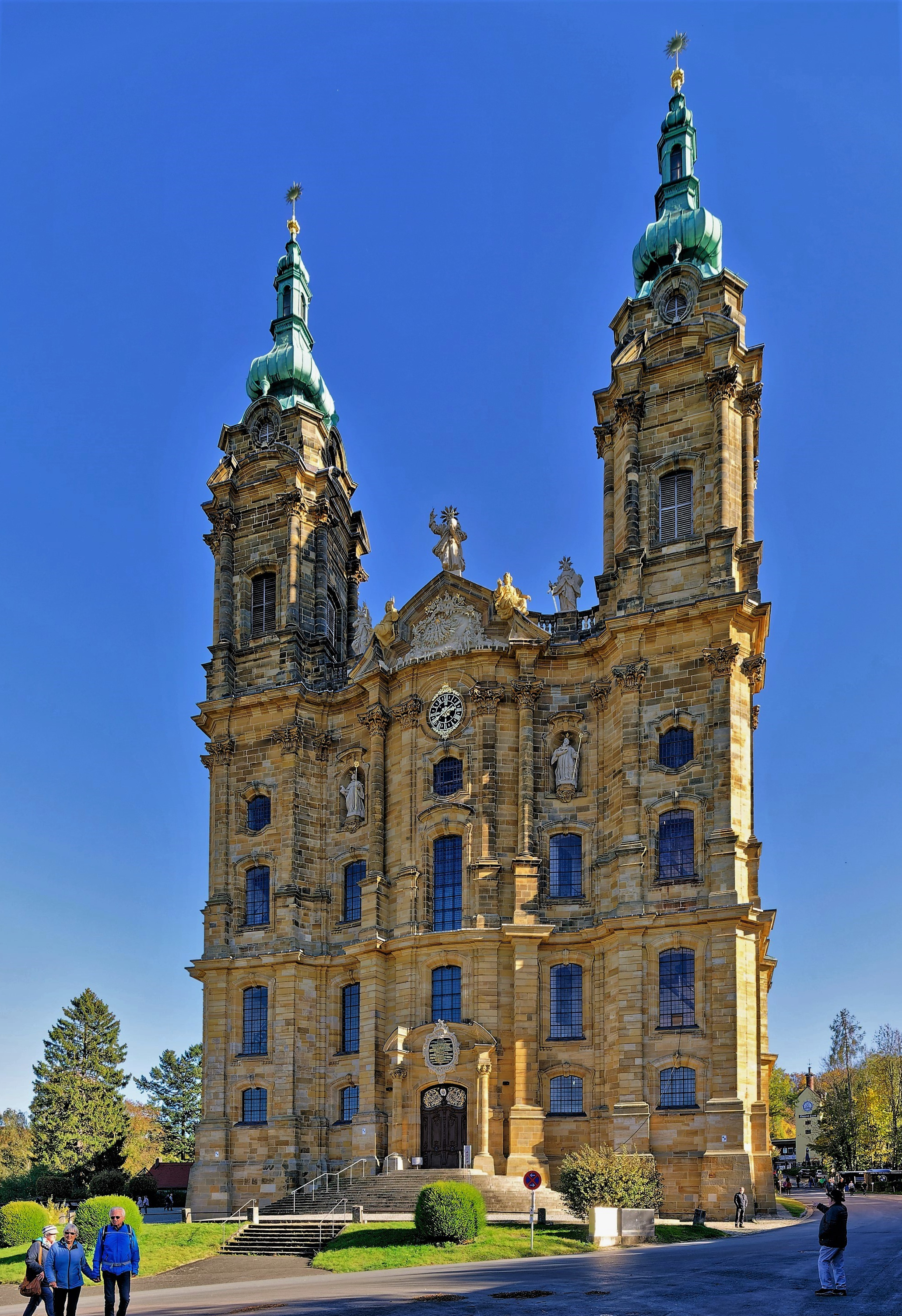
B. Neumann: bazylika Czternastu Świętych Wspomożycieli (niem. Vierzehnheiligen) koło Bad Staffelstein

- B. Neumann: bazylika Czternastu Świętych Wspomożycieli (niem. Vierzehnheiligen) koło Bad Staffelstein1720–1744 – rezydencja w Würzburgu, zbudowana w stylu włoskiego i francuskiego baroku na zlecenie książąt biskupów Jana Filipa von Schönborn oraz jego brata Fryderyka Karola. Na szczególną uwagę zasługuje główna klatka schodowa z największym na świecie malowidłem plafonowym autorstwa włoskiego malarza Giovanniego Battisty Tiepolo. W 1981 rezydencja w Würzburgu wraz z otaczającymi ją ogrodami oraz placem pałacowym została wpisana na listę dziedzictwa kulturowego UNESCO.
- 1740–1746 – klatka schodowa pałacu Augustusburg w Brühl; wpisany wraz z pałacem Falkenlust w 1984 na listę dziedzictwa kulturowego UNESCO.
- od 1731 – klatka schodowa pałacu w Bruchsalu
- 1730–1739 – kościół pielgrzymkowy św. Trójcy w Gößweinstein
- 1743–1753 – kościół pielgrzymkowy Czternastu Świętych Wspomożycieli koło Bad Staffelstein
- 1747–1792 – kościół opactwa Neresheim
- 1718–1736 – kaplica Schönbornów w katedrze w Würzburgu
- 1733–1745 – pałac w Werneck
- 1748–1750 – kościół pielgrzymkowy (niem. Käppele) w Würzburgu
- dawny ratusz w Ellwangen
- kościół opactwa w Schöntal
- bazylika opactwa Münsterschwarzach
- kościół zakonu krzyżackiego w Bad Mergentheim
- kościół św. Paulina w Trewirze
- 1739 – kościół św. Cecylii w Heusenstamm
- kościół św. Michała w Hofheim im Ried
- 1787 – fontanna w Bad Bocklet
- 1742–1746 – kościół św. Wawrzyńca w Dirmstein
- 1750 – pawilon w Randersacker
- 1741–1742 – kościół św. Cecylii w Saffig
- 1731–1734 – kościół św. Mikołaja w Arnstein

## Współpracownicy
- Johannes Seiz (1717–1779)
- Johann Thomas Nissler (1713–1769)

## Uznanie zasług

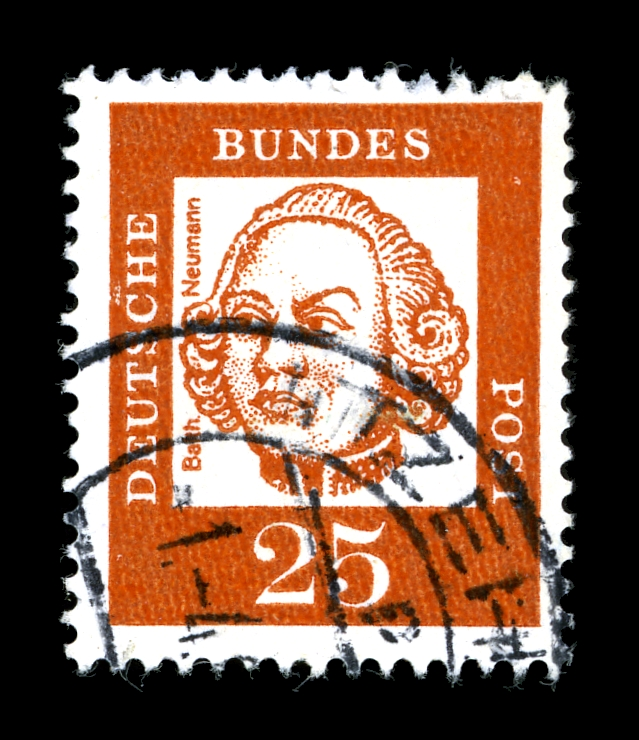
Znaczek pocztowy z 1961 r. z portretem Balthasara Neumanna

- Portret Neumanna znalazł się na znaczku pocztowym o nominale 25 fenigów w 1961. Później jego podobizna została zamieszczona w serii Wielkich Niemców (niem. Bedeutende Deutsche).
- Z okazji 225 rocznicy śmierci Neumanna, 16 sierpnia 1978, wydano 5-markową monetę pamiątkową.
- Portret Neumanna oraz podobizny jego największych dzieł znalazły się na banknotach 50-markowych ostatniej serii.